# Maguda immundalis
Maguda immundalis là một loài bướm đêm trong họ Noctuidae.